# Justiční stráž

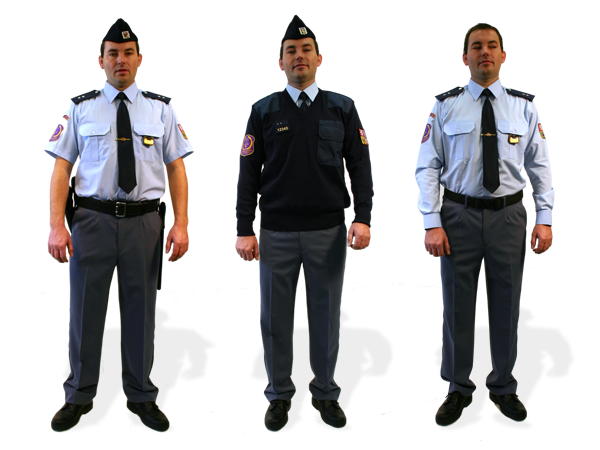
Uniforma justiční stráže

Justiční stráž je v Česku součást Vězeňské služby České republiky, která zajišťuje pořádek a bezpečnost v budovách soudů, státních zastupitelství a Ministerstva spravedlnosti České republiky. 
Členové justiční stráže jsou, stejně jako další příslušníci Vězeňské služby ČR, v době služby úřední osobou. Služba je vykonávána ve služebním stejnokroji. Justiční stráž je podřízena příslušnému řediteli vazební věznice nebo věznice a řídí se pokyny předsedy soudu, ředitele správního útvaru soudu, předsedy soudního senátu (samosoudce), vedoucího státního zástupce, případně jiného pověřeného zaměstnance soudu, státního zastupitelství nebo ministerstva.

## Úkoly justiční stráže
Justiční stráž:
- chrání úřední a další osoby, např. svědky,
- zabraňuje vstupu nepovolaných osob,
- provádí rozhodnutí o vykázání určitých osob nebo o vyklizení jednací síně či jiného místa v budově soudu,
- v případě nutnosti vykonává pořádkovou službu při vstupu do jednací síně,
- zabezpečuje přepravu cenností a vyšších peněžních částek,
- doručuje písemnosti soudu nebo státního zastupitelství,
- doprovází a chrání justiční zaměstnance při úkonech mimo budovu soudu nebo státního zastupitelství
- a činí i jiné úkony nezbytné k zajištění pořádku, bezpečnosti a plynulého a nerušeného průběhu soudního řízení.

## Oprávnění a povinnosti
Při plnění svých úkolů může příslušník justiční stráže zjišťovat totožnost osob a prohlížet jejich věci. Při důvodném podezření, že někdo má u sebe zbraň nebo jiný nebezpečný předmět, může provést osobní prohlídku a tuto věc odebrat. K zajištění pořádku a bezpečnosti je oprávněn použít donucovací prostředky (např. hmaty, chvaty, údery a kopy, pouta, obušek, slzotvorné prostředky, hrozbu střelnou zbraní a varovný výstřel), vždy však přiměřeně situaci. Případně výjimečně, pokud by použití donucovacích prostředků nebylo zřejmě účinné, může přímo použít služební střelnou zbraň. 
Příslušník justiční stráže je povinen dbát cti a důstojnosti všech osob s nimiž jedná, při provádění služebního zákroku musí, je-li to možné, nejdříve využít domluvy nebo výzvy „jménem zákona“. Jestliže by pak při použití donucovacího prostředku nebo střelné zbraně došlo ke zranění, je povinen, jakmile je to možné, poskytnout zraněnému první pomoc a zajistit lékařské ošetření.